# Jean Wadoux
Jean Wadoux (Francia, 29 de enero de 1942) fue un atleta francés especializado en la prueba de 5000 m, en la que consiguió ser subcampeón europeo en 1971.

## Carrera deportiva
En el Campeonato Europeo de Atletismo de 1971 ganó la medalla de plata en los 5000 metros, con un tiempo de 13:33.6 segundos, llegando a meta tras el finlandés Juha Väätäinen que batió el récord de los campeonatos con 13:32.6 s, y por delante del alemán Harald Norpoth (bronce).